# 平恩島
67°34′S 47°55′E / 67.567°S 47.917°E
平恩島是南極洲的島嶼，位於恩德比地，處於麥金農島東北端，該島嶼在1956年由澳大利亞的探險隊拍攝空中照片，以莫森站的地球物理學家命名。